# Aeletes fordi
Aeletes fordi är en skalbaggsart som beskrevs av Yélamos 1998. Aeletes fordi ingår i släktet Aeletes och familjen stumpbaggar. Inga underarter finns listade i Catalogue of Life.